# Государство Филарета Варажнуни
Государство Филарета Варажнуни — армянское государство, протянувшегося от Месопотамии вдоль Евфрата до границ Армении, охватывающее Киликию, Тавр и часть Сирии с Антиохией. Было создано в 1071 году византийским военачальником армянского происхождения Филаретом Варажнуни (получившим в 1078 году титулы севаста и августа (императора)) и просуществовало до 1086 года.

## История

### Предыстория
Византийской империи не удалось создать себе опору среди населения армянских земель и княжеств Малой Азии. Не способствовало укреплению границ Византии и переселение армян в пограничные фемы. В пределах границ империи возник ряд полунезависимых армянских княжеств, располагавшихся от Сирии до Закавказья. Армяне сохранили свою культуру, церковь и государственность. Правители Византии, преследовавшие армянских владетелей и пытавшиеся навязать армянам халкидонизм, изо всех сил старались нивелировать специфику вновь образовавшихся княжеств. Чем выше была угроза со стороны сельджуков, тем настойчивее становились попытки империи уничтожить армянские княжества Малой Азии, которые по мере ослабления позиций центрального правительства, становились все более автономными. Армяне тяготились опекой империи, и лишь сельджукское вторжение отсрочило движение армян против Византии и образование независимого армянского государства в Малой Азии.
В 1070 году армия под командованием будущего претендента на корону Никифора Мелиссина и брата будущего императора Алексея Мануила Комнина была разбита сельджуками возле Севастии. Армянское население, ввиду дискриминационной политики Византии, безразлично отнеслось к происшедшему. Год спустя в походе против сельджуков Роман Диоген прибыл в Севастию, где его придворные высказали ряд претензий детям местного армянского князя. По приказу Диогена город был разграблен и сожжен, попытка прибывшего Гагика II примирить враждующие стороны была безуспешна. События, случившиеся в Севастии, ознаменовали собой окончательный разрыв отношений армянских князей Малой Азии с имперским правительством, что в конечном счете не способствовало упрочению позиций императора накануне решающей схватки с сельджуками при Манцикерте.

### Образование
После поражения византийских войск в Манцикертской битве и последовавшей за ней гражданской войной образуется ряд армянских княжеств. В это время новый император Михаил VII Дука назначает доместиком схол Востока своего двоюродного брата Андроника Дуку. Филарет Варажнуни, ранее занимавший этот пост, не принимает это назначение. Не признав власть Михаила, Варажнуни, порвавший с Византией, к 1071 году фактически стал правителем независимого армянского государства, укреплению которого способствовала миграция армян с подвергнувшихся сельджукскому вторжению территорий. Его армия изначально насчитывавшая восьмитысячный корпус наемников-франков, стоявших в Месопотамии, постоянно пополнялась за счет притока армянских беженцев из малоазийских фем Византии и насчитывала около 20 тысяч человек. Установление власти Варажнуни на востоке империи было вызвано тем, что после 1071 года Византия была уже не в состоянии защитить свои территории, он же был единственным из всех византийских полководцев, который остался в Малой Азии после Манцикертской битвы. Пытаясь объединить ставшие после 1071 года независимыми армянские княжества, Варажнуни, являясь приверженцем халкидонизма, в 1072 году переносит в свои владения армянский патриарший престол. Созданием католикосата в Хонах, затем в Мараше, Филарет пытался обеспечить себе поддержку армянской церкви и использовать её влияние для упрочения своей власти на местах. Однако ввиду того, что он активно вмешивался в избрание католикоса, армянское духовенство не поддержало его. Также, как впоследствии не поддержало его и сирийское духовенство, в дела которого он также вмешивался.
Укреплению власти Филарета на местах способствовал ряд факторов:
- демографический, связанный с массовой эмиграцией населения из центральных районов Малой Азии;
- географический — изолированность контролируемых им территорий, отделенных от Каппадокии горными хребтами и течением Евфрата;
- внешнеполитический —  пути сельджукских набегов преимущественно пролегали севернее через Закавказье.

К началу 1073 года Филарет стал независимым правителем обширной территории, ограниченной с севера: линией Харберд — Мелитена —Абласта — Тарс; с юга: Харберд — Самосата — Приевфратские города (Кесун и Рабан) — Манбидж — Киликия. В этом же году Филарет предпринял попытку захватить владения князя Сасуна Торника. По словам Маттеоса Урхайеци, военные действия начались после того, как Торник отказался признать свою зависимость от государства Варажнуни. Потерпев от Сасунского князя поражение в районе Хандзита, он добился своего с помощью сельджуков. Став во главе армянских князей Каппадокии, Коммагены, Киликии, Сирии и Месопотамии, он присоединяет к своему государству княжества Мараша, Кесуна, Эдессы, Андриуна (близ Мараша), Цовка (близ Айнтаба), Пира (близ Эдессы), ряд других земель. Византия вынуждена была признать эти завоевания Варажнуни и присвоила ему сперва титул Севаста, а затем провозгласила его «Августом». В 1074 — 1078 годах Филарет присоединяет к своему государству армянонаселенные территории Эдессы и северной Сирии, включая Антиохию. Вскоре перед его государством возникала угроза в лице тюрок-сельджуков, которые ввиду разгрома византийских войск прочно обосновались в Малой Азии.

### Распад государства
12 декабря 1084 года внезапным ударом Сулейман захватывает Антиохию. С падением Антиохии, явившимся тяжелейшим ударом, начался распад государства Варажнуни. В 1086 году эмир Каппадокии захватывает округ Джахан с городом Хоны. Затем происходит восстание в Эдессе. Пытаясь защитить своё государство от набегов Сельджуков, Варажнуни едет на поклон к Мелик-шаху просить его благосклонности и мира для всех верующих во Христа, где принимает ислам. К 1086 году Филарет был уже не в состоянии удерживать территории своего государства, которые даже не были ещё захвачены сельджуками, в результате чего на некогда контролируемых им территориях, входивших в состав его государства, образовался ряд независимых армянских княжеств.
Государство Филарета Варажнуни просуществовало сравнительно недолго — с 1071 по 1086 год. Но в условиях сельджукского нашествия в Закавказье оно стало центром для армянских эмигрантов, рассеянных по всему Ближнему Востоку. Царство имело огромное значение для консолидации армян в позднейших государственных образованиях, возникших на развалинах государства Варажнуни.